# Pixel cars
Als Pixel cars oder Mangacars werden kleine Bilder von Autos bezeichnet, die meist mit Microsoft Paint erstellt und bearbeitet werden. Typisch für Pixel cars ist, dass bei einem Bild immer die Vorder-, Seiten- und Heckansicht dargestellt wird.

## Entstehung
Der Ursprung der ersten Pixel cars liegt in Japan. Ein unter dem Pseudonym „KuruKuru“ bekannter User erstellte unter Paint einige seiner Lieblingswagen in gestauchter Form. Diese waren sehr einfach erstellt und im Comic- bzw. Mangastil gehalten. Alle Pixel cars besitzen bis heute eine schwarze Kontur, die nach und nach ausgemalt wird. Bis heute wird diese Form der Pixel cars „KK“ in Anlehnung an ihren Erfinder (KK; KuruKuru) genannt.
Einige andere User wurden darauf aufmerksam und veränderten diese Wagen nach ihren Wünschen und die ersten Modifizierungen (auch „Tunes“) entstanden.
Waren Pixel cars anfangs eher Karikaturen, entstand parallel zur weltweiten Verbreitung eine zweite Kunstform, „scaled“ (von „scale“; engl. für Maßstab). Erklärtes Ziel dieser anfänglichen Unterart war es die Wagen möglichst Wahrheitsgetreu abzubilden. Heutzutage ist es die am häufigsten anzutreffende Form.
Inzwischen sind Pixel cars über die ganze Welt verbreitet und es gibt Tausende von Bases und Tunes.

## Stock Pixel cars
Als Stock-Pixel cars oder Bases bezeichnet man Autos, welche in einem Bildbearbeitungsprogramm (in den meisten Fällen Paint) den „echten Autos“ im Serienzustand nachgepixelt werden.
In den meisten Fällen werden Blaupausen, die im Internet frei zugänglich sind, entsprechend verkleinert und dann, einfach gesagt, ausgemalt. Die Position des fiktiven Lichteinfalls ist immer direkt über dem Wagen, so dass das Shading meistens an der Fensterlinie mit der hellsten Farbe beginnt und zum Boden hin dunkler wird.
Waren es früher noch ca. fünf Farben, die zum Shaden üblich waren, sind es heute meist über zehn Farbabstufungen. Somit haben heutige Pixel cars schon fast fotorealistische Qualität.
Eine weitere Errungenschaft ist das Antialiasing, kurz „AA“ genannt. Bei dieser Technik wird die Kontur der Autos mit unterschiedlichen Grautönen weichgezeichnet. Im Gegenzug werden die Farben des Shadings zur Außenkante hin immer dunkler, damit ein harmonischer Übergang vom Auto zum Hintergrund entsteht.
Weitere Techniken
Es gibt auch noch die Möglichkeit, ein schon bestehendes Auto zu „reshaden“ oder „remaken“. Dies ist wohl die einfachste Möglichkeit, eine neue Base zu entwerfen. Ein solches Remake besteht darin, das Shading zu verbessern sowie ggf. AA hinzuzufügen, da meistens schon etwas ältere Bases überarbeitet werden.
Des Weiteren gibt es auch noch die Möglichkeit, eine Base zu entwickeln, ohne dass Blueprints oder vergleichbares verwendet werden. Hierzu werden nur Fotos als Vorlage verwendet oder die Base alleine „aus dem Kopf heraus“ gezeichnet. Diese Methode gilt als die schwierigste und wird nur in Ausnahmefällen verwendet (z. B. wenn es noch keine Blueprints zum jeweiligen Auto gibt.).

## Tunes
Als Tune bezeichnet man Pixel cars, die mit Bildbearbeitungsprogrammen verändert wurden. Wie in der echten Tuningszene gibt es hier keine Grenzen, was man alles verändert. Man kann entweder ein echtes Auto nachempfinden (sogenannte „Replikas“) oder einfach der Phantasie freien Lauf lassen.
Zum Erstellen braucht man im Prinzip keine speziellen Programme. Das simple Microsoft Paint, welches auf jedem PC mit Windows enthalten ist, reicht dafür aus. Viele User verwenden auch Adobe Photoshop.

## Gebräuchliche Begriffe
1. Base = Unmodifiziertes Auto
2. KuruKuru = Gestauchtes Auto
3. Scaled = Maßstabgetreues Auto
4. Pretunen = Tunen an einer unveröffentlichten Base
5. FA, SA, HA, TV = Perspektiven: Frontansicht, Seitenansicht, Heckansicht, Topview (Vogelperspektive)
6. 3/4 = Mangacar in einem Schrägprofil
7. Bonus (View) = Extraarbeit an z. B. einem Tune, welche entweder 1. untypisch oder 2. mit erweiterten Inhalt (z. B. eine Extraansicht oder Szene)
8. WIP „Work in Progress“ = Unfertige Arbeiten an einem Tune werden vor der Vollendung veröffentlicht, um etwa ungesehene Fehler oder einfach Meinungen anderer zu erfragen

## Credits
Da gerade Anfänger nicht alle Tuningteile selbst erstellen können, greifen diese oftmals auf bereits fertig gepixelte „Parts“ zurück.
Damit niemand diese als seine eigenen ausgibt und auch die Arbeit der „Erschaffer“ der Tuningteile gewürdigt wird, hat man die Regelung getroffen, dass man alle Nicknamen derjenigen Leute angibt, deren Teile man verwendet. So sind z. B. bei ca. 90 % der veröffentlichten Tunes die Felgen keine Eigenproduktion.